# MsQuic
MsQuic是用C语言 编写的IETF QUIC协议的自由开源实现，可在Windows和Linux平台上使用。 该库被设计为跨平台通用的QUIC协议库，并针对客户端和服务器应用程序进行了优化，以实现最大吞吐量和最小延迟。它支持异步 IO 、接收端缩放(RSS) 和UDP发送和接收合并。 
Microsoft Windows的HTTP/3协议栈和SMB协议栈都使用了MsQuic。
源代码在MIT License下获得许可，并可在GitHub 上获得。 